# Парастони тенис
Парастони тенис, познат и као параолимпијски стони тенис је параспорт који прати правила Међународне стонотениске федерације (ИТТФ). Уобичајена правила стоног тениса су на снази са малим изменама за спортисте у инвалидским колицима. Учествовати могу спортисти из група са инвалидитетом. Спортисти добијају класификације између 1 и 11. Класе 1–5 су за оне у инвалидским колицима, а класе 6–10 за оне који имају инвалидитет који им омогућавају да играју стојећи. Унутар тих група, виша класификација значи више функција спортиста. Класа 11 је дефинисана за играче са интелектуалним инвалидитетом.

## Класификација
Сврха класификације је да се утврди способност да се такмичи за спортисте са инвалидитетом и да групише спортисте поштено за потребе такмичења. Спортисти су груписани према функционалним способностима, што је резултат њиховог оштећења.
Пошто постоји једанаест категорија и два специјалитета (појединачно и парови, мушки и женски), постоје потенцијално 44 Параолимпијска догађаја. У пракси, неке категорије су спојене (на примјер, на Параолимпијским играма 2008. године, мушке 4-5 и 9-10 и женске 6-7 категорије су груписане у трио синглова).
| Класа                                                 | Напомена |
| Физички инвалидитет                                   | Физички инвалидитет |
| Тешка инвалидност: стони тенис у инвалидским колицима | Тешка инвалидност: стони тенис у инвалидским колицима |
| ----------------------------------------------------- | --- |
| TT1                                                   | Играч има инвалидитет у рукама, торзу и ногама. Играч игра сједећи, закључава кочнице у инвалидским колицима током игре, и држи инвалидска колица са руком која није играч како би помогао равнотежи и кретању.                                           |
| TT2                                                   | Играч игра сједећи, са инвалидитетом у торзу и ногама, има више покрета руку од TT1 играча. Играч закључава кочнице инвалидских колица током игре и балансира на столици.                                                                                 |
| TT3                                                   | Играч игра док сједи са добрим кретањем руку и торза. Играч закључава кочнице инвалидских колица током игре. Играч је у стању да се мало помјери из инвалидских колица да би добио шири снимак.                                                           |
| TT4                                                   | Сједећи играч има добру употребу руку и добру равнотежу торза када сједи у стојећем положају да служи. Играч је у стању да се протегне своје тијело да снимке, али он мора да се држи за дуге снимке. Играч може да помјера инвалидска колица током игре. |
| TT5                                                   | Сједећи играч има пун торзо и покрет руку, али недовољно покрета ногу за играње стојећи. Играч може да помјера столицу и тијело без потешкоћа да изврши широк спектар потеза.                                                                             |
| Блага инвалидност: стојећи играч                      | |
| TT6                                                   | Играч са оштећењима у рукама, торзу и ногама у стању да игра стојећи. Играч није у стању да се брзо креће око стола и стога користи веома тактичку игру.                                                                                                  |
| TT7                                                   | Играч има већу способност да се креће бочно током игре од TT6, али није у стању да се креће са снагом и брзином. |
| TT8                                                   | Играч може да се креће са једне на другу страну без икаквих проблема током игре и играју широк спектар потеза. Играч има потешкоћа при високом интензитету због потешкоћа у кретању ногу.                                                                 |
| TT9                                                   | Играч има умјерено оштећење руке или ноге. Способан је да игра читав низ потеза и брзо се креће око стола, иако су равнотежа и агилност угрожени када раде широке замахе.                                                                                 |
| TT10                                                  | Играч са највећом агилношћу и брзином током игре. Обично играч има мале потешкоће у кретању са руком или зглобом који не игра. |
| Интелектуалне тешкоће                                 | |
| TT11                                                  | Играч има интелектуални инвалидитет. Играчу може бити тешко да планира своје потезе и конкурентну стратегију. |

## Правила
Не постоје изузеци од правила стоног тениса за стојеће играче и оних са инвалидитетом. Сви играчи играју у складу са законима и прописима ИТТФ-а. Судија може ублажити услове за исправну услугу ако је поштовање истих спријечено физичким инвалидитетом.

### Сервис
Ако је прималац у инвалидским колицима, услуга се издаје под сљедећим околностима:
- Након додира терена примаоца, лопта се враћа у правцу мреже.
- Лопта се зауставља на терену примаоца.
- У синглу, лопта напушта терен примаоца након што је додирне било којом од бочних линија.

Ако прималац удари лоптицу пре него што она пређе бочну линију или поново одскочи на његовој или њеној страни површине за игру, сервис се сматра добрим и досуђује се поен.

### Игра у паровима
Када су два играча који су у инвалидским колицима пар који игра парове, сервер ће прво извршити сервис, прималац ће затим извршити повратак, али након тога било који играч пара са инвалидитетом може да врати. Међутим, ниједан дио играчких инвалидских колица не смије да вири изван замишљеног продужетка средишње линије стола. Ако то учини, судија додјељује поен противничком пару.

### Позиција удова
Ако су оба играча или пара у инвалидским колицима, играч или пар освајају поен ако:
- противник не одржава минималан контакт са сједиштем или јастуком(има), са задњом страном бутине, када је лопта ударена.
- противник додирне сто са било којом руком прије него што удари лопту.
- противников ослонац или стопало додирују под током игре.

### За инвалиде у колицима
Инвалидска колица морају имати најмање два велика точка и један мали точак. Ако се точкови на инвалидским колицима играча помјере и инвалидска колица немају више од два точка, онда надигравање мора бити одмах заустављено и поен се додјељује њиховом противнику.
Висина једног или највише два јастука је ограничена на 15 cm у условима игре без другог додатка за инвалидска колица. У тимским и разредним дисциплинама, ниједан дио тијела изнад колена не смије бити причвршћен за столицу јер би то могло побољшати равнотежу.

## Опрема и услови за игру
Играч обично не може да носи било који дио тренерке током игре. Играч са инвалидитетом, било у инвалидским колицима или стојећи, може да носи дио тренерке у панталонама током игре, али фармерке нису дозвољене.
Ноге стола морају бити најмање 40 cm од крајње линије стола за играче у инвалидским колицима. На међународним такмичењима простор за игру није дужи од 14 м, широк 7 м, а подови не смију бити бетонски. Простор за догађаје у инвалидским колицима може се смањити на 8м дужине и 6м ширине. Под може бити бетонски за догађаје у инвалидским колицима, што је забрањено у другим приликама.

## Такмичење
Разликујемо 5 нивоа међународних такмичења. Фактор турнира се рачуна у кредитном систему турнира који се користи у сврху квалификација на неким турнирима. Играчи који учествују у регионалним првенствима (Фа50) зарађују 50 кредитних поена. Турнирски кредит за Летње параолимпијске игре 2012. године је 80 кредитних поена који морају бити испуњени током периода који почиње од 4. новембра 2010. до 31. децембра 2011. године. Такође је потребан минимални кредит за турнир за квалификације за Светско првенство у парастоном тенису.
| Такмичење                                                       | Factor | Санкционисано од                                         | Циклус санкционисаних такмичења |
| --------------------------------------------------------------- | ------ | -------------------------------------------------------- | ------------------------------- |
| Летње параолимпијске игре                                       | Fa100  | МПК                                                      | Квадријенале, година 0          |
| Свјетско првенство у парастоном тенису                          | Fa80   | МФСТ                                                     | Квадријенале, 2. година         |
| Регионална првенства (Африка, Америке, Азија, Европа, Океанија) | Fa50   | ITTF Para Table Tennis Division Continental associations | Бијенале, 1. и 3. година        |
| Међународни турнири                                             | Fa40   | ИТТФ Пара стонотениска дивизија                          | Annual                          |
| Међународни турнири                                             | Fa20   | ИТТФ Пара стонотениска дивизија                          | Annual                          |

## Истакнути играчи
- Ибрахим Хамадтоу, египатски шампион класе 6, један је од најпознатијих параолимпијских стонотенисера, пошто је његов видео на ИоуТубе-у постао виралан.[13] Хамадтоу је освојио многе награде, укључујући сребрне медаље на афричким првенствима у стоном тенису у пара-тенису одржаним 2013. и 2011. године. Он држи рекет устима.
- Наталија Партика, четворострука олимпијка, учествује у дисциплинама класе 10 на турнирима у парастоном тенису, представљајући Пољску. Рођена без десне шаке и подлактице, учествује на такмичењима радно способних спортиста као и на такмичењима спортиста са инвалидитетом. Партика је стигла до 32. финала Олимпијских игара у Лондону 2012. године у стоном тенису за жене.

## Спољашњи линкови
- ITTF Парастони тенис
- Парастони тенис на сајту Међународног параолимпијског комитета